# Plato combinado

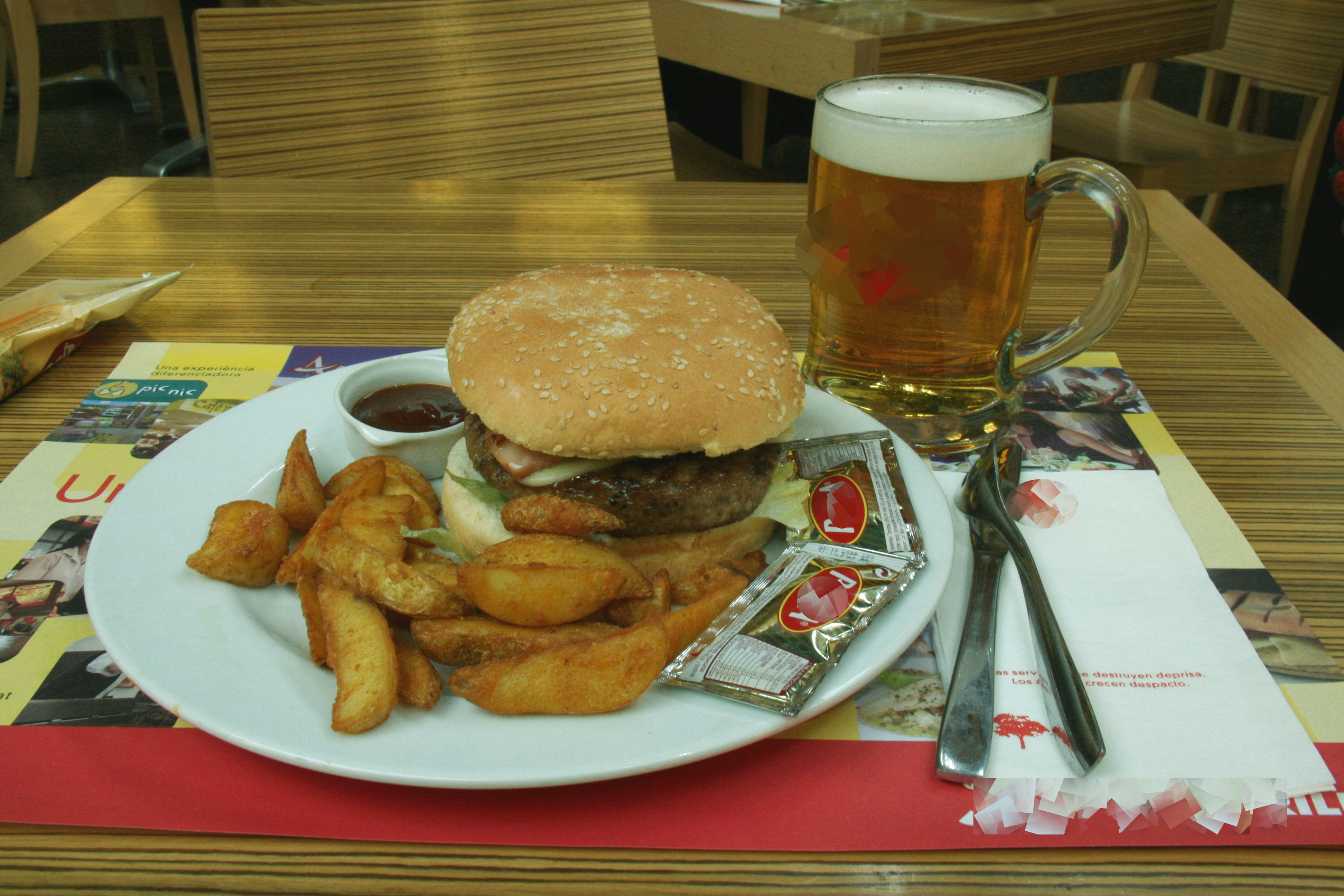
Plato combinado con hamburgesa.

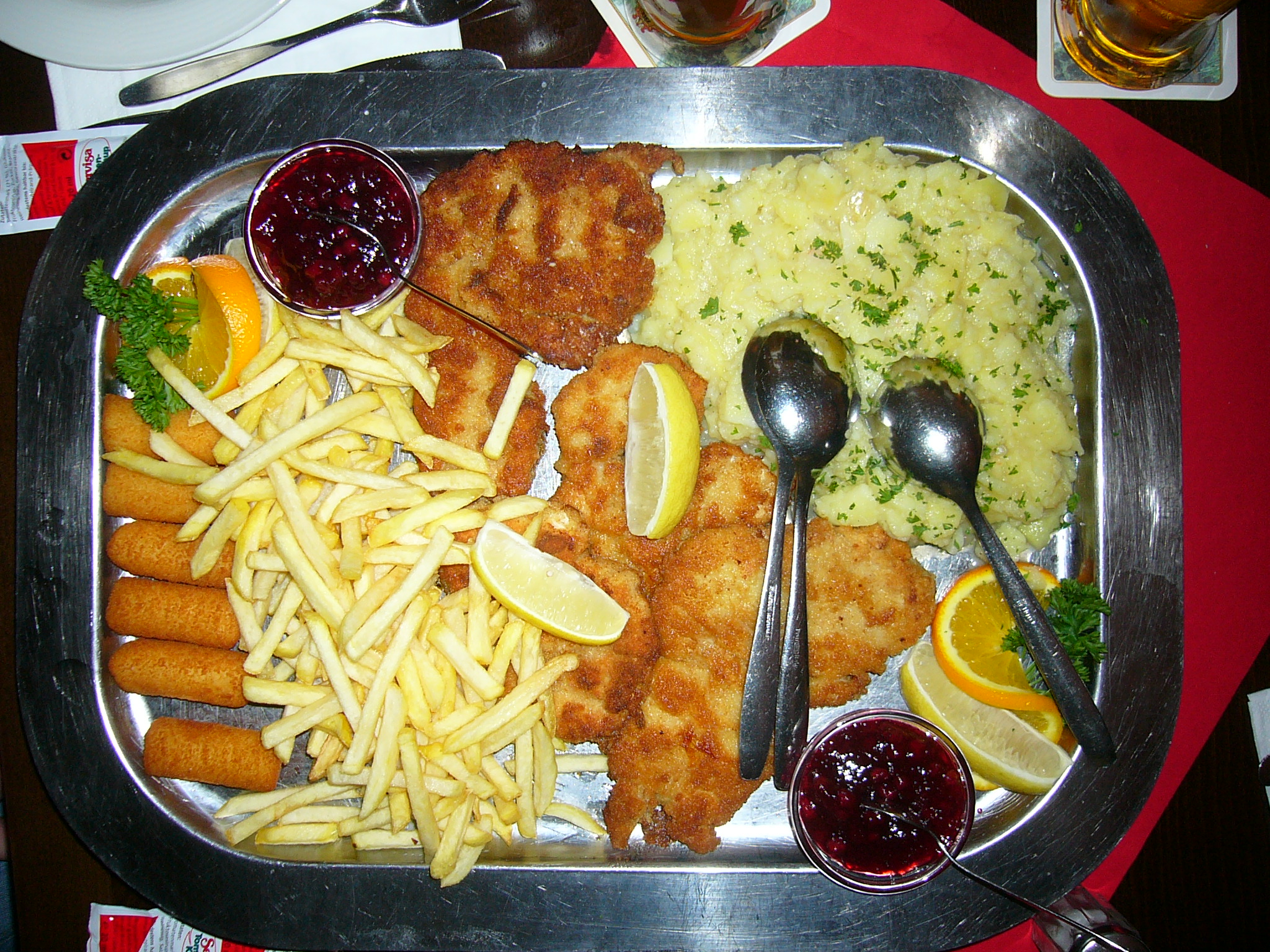
Plato combinado con diferentes opciones.

El plato combinado o combo es un plato único ofrecido en algunos menús de restaurantes, se caracteriza por servir a los comensales en un único plato generalmente ovalado en el que se separan cada uno de los ingredientes. La idea del plato combinado está muy unida a los alimentos fritos preparados en freidoras, generalmente son alimentos congelados de bajo coste y de fácil preparación. Los platos combinados suelen ser menús económicos. 

## Alimentosque suelen estar en un Plato Combinado
- Huevos fritos
- Croquetas
- Ensalada
- San Jacobo
- Pescadito frito
- Filetes Empanados
- Revuelto de huevo
- Fideos
- Papas fritas
- Hot Dog